# Homonyx lecourti
Homonyx lecourti är en skalbaggsart som beskrevs av Soula 2010. Homonyx lecourti ingår i släktet Homonyx och familjen Rutelidae. Inga underarter finns listade i Catalogue of Life.